# 生物多样性丧失

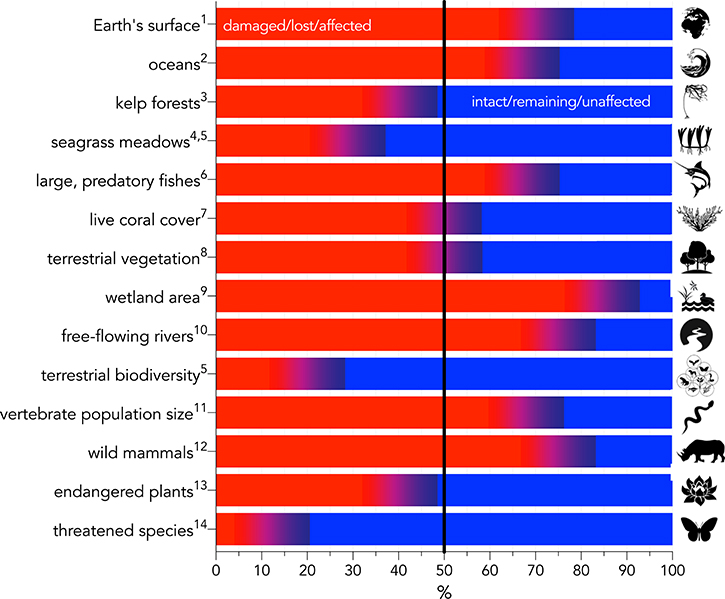
导致生物多样性丧失的主要环境变化类别摘要。数据以截至 2021 年的人为驱动变化（红色）相对于基线（蓝色）的百分比表示。红色表示受损、消失或其他受影响类别的百分比，蓝色表示完好、剩余或未受影响类别的百分比

生物多样性丧失是與生物多樣性破壞有關的現象，例如物种绝灭、棲息地內物种的减少。农业的過度發展會破坏栖息地。棲息地內物種減少有可能是暫時現象，也有可能是永久現象。生物多样性丧失意味着某一地区内物种、生态系统和遗传资源的减少或消失，这种减少可能是暂时性的也可能是永久性的。暂时性丧失发生在生态系统遭受破坏但仍能通过自然恢复或人工修复（如栖息地恢复、物种重引入等措施）得以逆转的情况下；而永久性丧失则意味着某些物种灭绝或生态系统功能彻底崩溃，造成不可逆转的损失。这一区别突显了及时采取保护措施的重要性，因为某些生物多样性一旦丧失就将永远无法恢复。
有部分觀點認為，人口增长和過度消耗是造成生物多样性丧失的主要因素。然而其他科学家对此並不讚同。认为栖息地丧失的主要推手并非人口增长，而是全球贸易体系下的商品出口扩张。这些研究表明，人口规模与资源总消耗量之间并无显著关联，真正的核心问题在于全球财富分配的结构性失衡——包括国家间的经济发展差距和国内贫富分化。该观点特别强调，发达经济体的过度消费模式及其主导的全球供应链不平等，才是造成生态环境压力的根本原因。这种分析将矛头指向了全球经济体系中的深层矛盾，而非简单的人口数量问题。
气候变化可能也是導致生物多样性丧失的一大因素。如果全球变暖的速度加劇，會導致珊瑚礁從地球上消失。然而，相较于气候变化，当前致使生物多样性锐减的首要因素实则是栖息地的普遍破坏，这种破坏大多源于农业用地的扩张。近几十年来，森林中的入侵物种及其他干扰现象日益频发。它们大多与气候变化存在直接或间接联系，极有可能造成森林生态系统退化。
长期以来，环保组织始终致力于遏制生物多样性下降趋势。当下，众多全球性政策已将保护生物多样性纳入重要议程，像联合国《生物多样性公约》便以防止物种流失、守护荒野区域为核心目标。但遗憾的是，2020年联合国环境规划署发布的报告显示，这些举措大多未能达成预期成效。

## 所有物种的全球估计值

IUCN红色名录类别

相关数据表明，当前全球生物多样性锐减的速率，约为自然背景灭绝率的100至1000倍，创下人类历史新高，且依据现有趋势，这一速度在未来数年仍将持续攀升。随着哺乳动物、鸟类、爬行动物、两栖动物和鱼类等各类动物种群的快速消亡，科学家们认定，当下陆地与海洋生态系统的生物多样性已陷入危急存亡的困境 。
2006年，新增了许多被正式界定为稀有物种、濒危物种或受威胁的物种；不仅如此，据科学家估算，另有数百万物种虽处境堪忧，却仍未得到正式关注。
森林砍伐同样是导致生物多样性锐减的关键因素。要知道，全球超过半数的生物多样性资源都蕴藏于热带雨林之中。
2021 年，在使用世界自然保护联盟红色名录标准评估的 134,400 个物种中，约有 28% 现在被列为濒危物种，与 2006 年的 16,119 个受威胁物种相比，共有 37,400 个物种。
2022 年一项调查了 3,000 多名专家的研究发现，“全球生物多样性的丧失及其影响可能比以前认为的更大”，并估计大约 30% 的物种“自 1500 年以来在全球范围内受到威胁或濒临灭绝”。

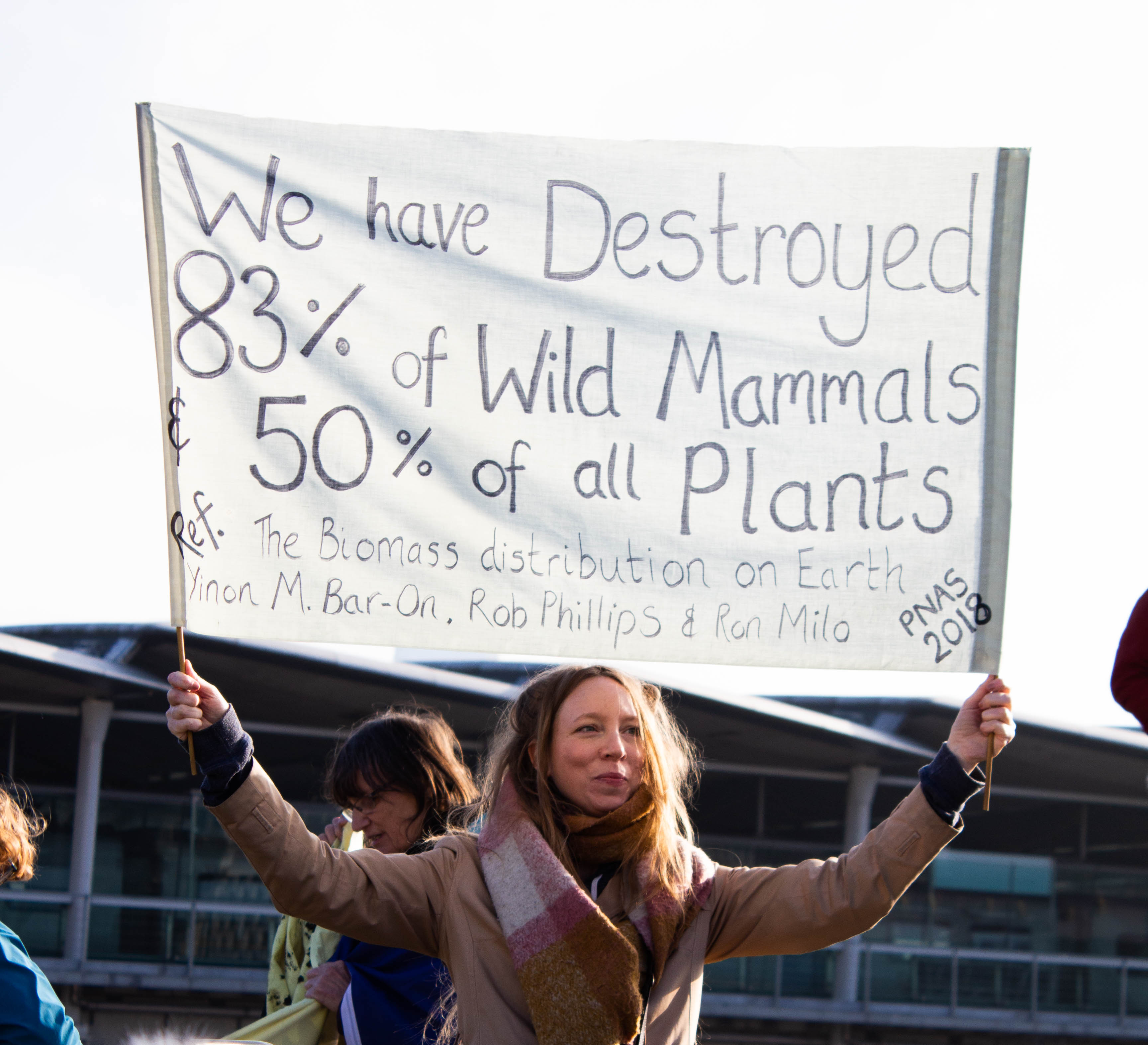
2018 年“灭绝叛乱”活动中反对生物多样性丧失的示威者。

2023 年发表的研究发现，在 70,000 个物种中，约有 48% 的物种因人类活动而面临种群数量减少，而只有 3% 的物种数量增加。

## 量化损失的方法
生物多样性被生物学家定义为“一个地区基因、物种和生态系统的整体集合”。科学家为了衡量某一特定位置生物多样性的丧失程度，会记录该区域的物种数量及其随时间的改变情况。在生态学范畴内，局域丰度代表着物种在特定生态系统中的相对呈现水平。其度量方式通常是计算每个样本所含的个体数目。在同一生态系统里，某个物种的数量与其他一种或多种物种数量的比例关系，被称作相对物种丰度。

## 按生命类型划分的观察

### 一般野生动物

世界野生动物基金会《2022年地球生命力报告》发现，自1970年以来，野生动物数量平均下降了69%。

2020年10月，瑞士再保险的一项研究指出，因人类活动造成的栖息地损毁和野生动物持续减少，全球20%的国家已处在生态系统崩塌的边缘。一旦这些负面趋势得不到遏制，生态系统将面临整体性崩溃。

### 陆生无脊椎动物

#### 昆虫
昆虫作为动物界中数量最为庞大、分布最为广泛的类群，约占所有动物物种的90% 。21世纪10年代，陆续出现多个昆虫目种群数量普遍下降的报道。这些报告的严峻程度令众多研究者感到震惊，尽管此前已有传粉昆虫数量减少的相关发现。此外，也有说法指出，在20世纪初期昆虫数量曾有所增长，汽车司机们通过挡风玻璃沾染昆虫的现象留意到的情况，便是这些说法的佐证和其他生物多样性丧失的成因类似，昆虫数量下降也受到多重因素影响。包括集约化农业导致的栖息地破坏、杀虫剂的大量施用、外来物种入侵，以及气候变化（不过其影响范围和程度在不同区域存在差异）。值得关注的是，光污染作为影响昆虫生存的特有因素，正成为科学界的研究热点。

#### 蚯蚓

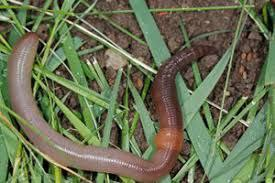
植物上的蚯蚓

那些被用于集约化农业生产的土地，其土壤里的蚯蚓数量正不断锐减 。蚯蚓多样性减少主要由以下五方面因素造成：（1）土壤退化与栖息地损毁；（2）气候变化带来的冲击；（3）过量养分及其他污染问题；（4）土壤不合理开发与不可持续的管理；（5）外来入侵物种的威胁 。像一些耕作行为和集约化土地使用，会破坏蚯蚓形成生物量的土壤与植物根系基础，从而干扰碳、氮循环的正常运转 。

### 两栖动物
从20世纪80年代开始，世界各地陆续监测到两栖动物种群数量显著减少，多地出现局部大规模灭绝事件。这种生物多样性的丧失状况，已被公认为全球生物多样性危机中最紧迫的威胁之一。导致这一现象的可能因素众多，包括栖息地遭破坏与改变、疫病侵袭、人类过度利用、环境污染、杀虫剂使用、外来物种引入，以及紫外线B辐射（UV-B）等。但不可否认的是，对于两栖动物数量减少的众多根源，科学界尚未完全明晰，相关研究仍在持续推进。

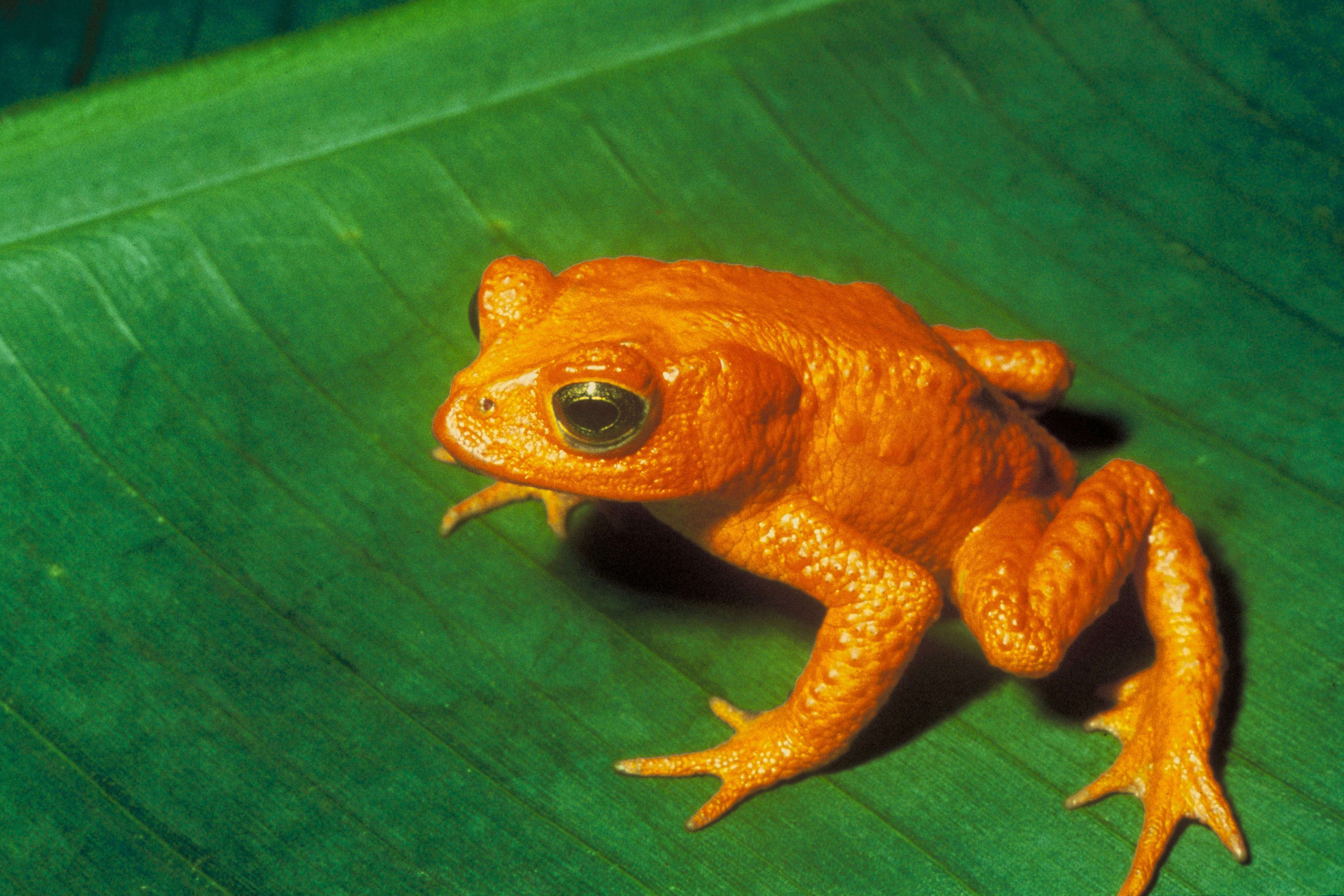
哥斯达黎加蒙特韦尔德的金蟾蜍是两栖动物数量减少的第一批受害者之一。它以前很丰富，最后一次出现是在 1989 年。

模型测算结果显示，当下两栖动物灭绝速度可能达到背景灭绝速率的211倍，若将濒危物种考虑在内，这一倍数预估会高达25,000 - 45,000倍。

### 野生哺乳动物
过去5万年以来，全球野生哺乳动物种群规模持续萎缩，在此期间，人类与牲畜数量却不断膨胀。数据显示，如今陆地上野生哺乳动物的总生物量较史前数值降低了七倍，海洋哺乳动物生物量也下降至原来的五分之一。当前，人类生物量已超出所有野生哺乳动物一个数量级，猪、牛等家畜的生物量更是庞大。尽管野生哺乳动物数量大幅减少，但由于人类和牲畜数量的迅猛增长，哺乳动物总生物量反而提升了四倍。其中，野生哺乳动物在新增生物量中仅占4%，而牲畜与人类分别占比60%和36%。加之植物生物量同时期减半，这些惊人的变化均被视为全新世灭绝史前阶段的标志性现象。

### 鸟类
一些杀虫剂，如杀虫剂，可能在减少特定鸟类的数量方面发挥作用。根据国际鸟盟资助的一项研究，51 种鸟类处于极度濒危状态，8 种可能被归类为已灭绝或濒临灭绝。近 30% 的灭绝是由于外来宠物贸易的狩猎和诱捕。由不可持续的伐木和农业引起的森林砍伐可能是下一个灭绝驱动因素，因为鸟类失去了栖息地和食物。

### 植物

#### 树木
据估计，三分之一的陆地植物物种面临灭绝的危险，94% 的物种尚未对其保护状况进行评估。

#### 开花植物

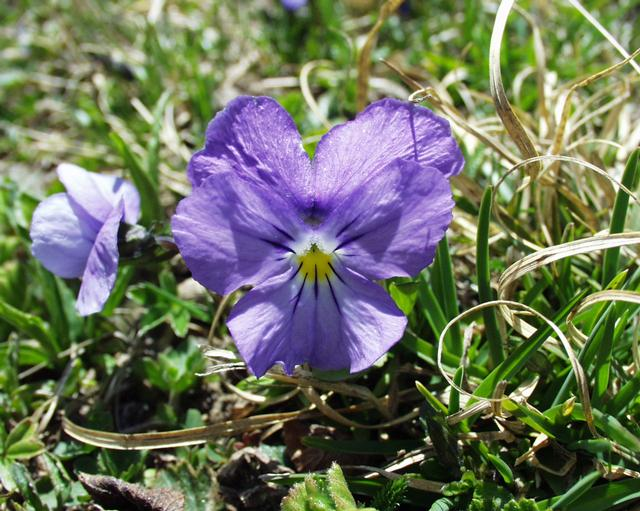
Viola calcarata，一种极易受气候变化影响的物种。

大约 40% 的植物物种面临灭绝的威胁。大多数物种受到栖息地丧失的威胁，但伐木野生用材树和采集药用植物或引入非本地入侵物种等活动也发挥了作用。

### 淡水物种
淡水物种减少的速度起初是陆地及海洋物种的两倍。这种快速的生物多样性丧失，已让29,500种依赖淡水的物种中，27%被列入IUCN红色名录。水污染问题日益严重，加上过度捕捞屡禁不止，全球淡水鱼种群数量正大幅下降。自1970年以来，洄游鱼类种群减少了76%，大型“巨型鱼类”种群数量下降了94%，2020年更是有16个物种被确认灭绝。

### 海洋物种
数据显示，到2018年人类已记载的海洋物种约有24万种。但海洋生物的真实面貌远不止于此，研究预估，仍有17.8万至1000万种海洋物种未被人类认知。这也导致许多稀有物种处境堪忧，那些在野外多年难觅踪迹的物种，或许早已灭绝或濒临灭绝，却未引起人们的关注。
人类活动给海洋生物多样性带来了巨大的负面影响。栖息地破坏、环境污染、外来物种入侵以及过度捕捞，是导致海洋物种灭绝的主要原因。随着沿海地区人口不断聚集，这些区域的海洋生态系统面临着更为严峻的挑战。
过度捕捞已导致超过 25 种海洋物种灭绝。这包括海鸟、海洋哺乳动物、藻类和鱼类。已灭绝的海洋物种包括虎头海牛 （Hydrodamalis gigas） 和加勒比僧海豹 （Monachus tropicalis）。并非所有的灭绝都是因为人类造成的。

## 原因
当前生物多样性丧失的主要原因是：
1. 栖息地丧失、破碎化和退化[77]; 例如，用于商业和农业用途（特别是单一种植农业）的栖息地破碎化[78]
2. 土地利用集约化（以及随之而来的土地丧失/栖息地丧失）;由于直接影响和生物多样性丧失而导致生态服务丧失的重要因素[79]
3. 营养物污染和其他形式的污染（空气和水污染)
4. 过度开发和不可持续利用（例如不可持续的捕鱼方法、过度捕捞、过度消费和人口过剩）)
5. 有效争夺生态位的入侵物种，取代本地物种[80]
6. 气候变化（例如气候变化造成的灭绝风险、气候变化对植物生物多样性的影响[81]

### 栖息地破坏
栖息地破坏，亦被称作栖息地丧失或栖息地减少，指的是自然栖息地丧失承载本地物种生存的能力。一旦发生这种情况，原本栖息于此的生物，或被迫迁移至其他区域，或走向消亡，进而致使生物多样性降低、物种数量锐减。相关研究已证实这一现象。事实上，栖息地破坏已成为全球生物多样性受损及物种灭绝的首要诱因。
栖息地破坏的成因复杂多元，人类活动是主因。自然资源开发、农业生产、工业活动以及城市化进程中的城市扩张，持续侵蚀着自然栖息地；此外，采矿、伐木、拖网捕捞等行为，也在不断加剧栖息地的退化。同时，环境因素也在间接地对栖息地造成破坏：地质变迁、气候变化、外来物种入侵、生态系统营养失衡，以及水和噪音污染等，都在悄无声息地改变着生态环境。值得注意的是，栖息地破碎化往往是栖息地丧失的前奏。由于栖息地破碎化与丧失严重威胁濒危物种生存，这一议题已成为生态学研究的核心焦点。

### 土地利用集约化
人类对土地利用方式的转变正以多样形式冲击生态环境，致使栖息地遭受破坏、生物多样性持续流失。《2019年生物多样性和生态系统服务全球评估报告》明确指出，工业化农业是造成生物多样性锐减的关键因素。联合国《2014年全球生物多样性展望》曾预估，农业活动将引发约70%的陆地生物多样性损失 。尽管这一数据或需进一步更新，但联合国防治荒漠化公约2022年发布的《全球土地展望报告》有力佐证了农业对生态的影响——报告显示，超半数农业用地已出现中度甚至重度退化迹象。2005年的一项研究指出，“栽培系统覆盖地球表面达24%”。该研究将耕地界定为“在任意年份内，至少30%的景观包含农田、轮作区、集约化畜牧场地或淡水养殖区域” 。而到了2023年，数据显示地球约38%的陆地表面被用于农业活动，涵盖放牧和农作物种植等领域，农业已成为全球最主要的土地利用方式。
随着农业继续扩大以满足未来的粮食需求，到 2050 年，超过 17,000 个物种面临失去栖息地的风险（截至 2020 年）。全球向主要以植物为基础的饮食转变将释放土地，以便恢复生态系统和生物多样性。在 2010 年代，全球超过 80% 的农田被用于饲养动物。粮农组织最近的数据显示，畜牧系统占据了约 77% 的农业用地，而提供的卡路里供应却不到全球的 20%，这凸显了土地利用和营养产出之间的不平衡。 
截至 2022 年，地球上 44% 的土地面积需要保护，其中可能包括宣布保护区和遵循土地使用政策。此外，《科学进展》2023 年的一项分析得出结论，到 2030 年，至少 30% 的土地必须得到积极保护和生态恢复，以实现全球生物多样性目标，这与 COP15 商定的昆明-蒙特利尔全球生物多样性框架保持一致。
研究数据表明，截至2022年，地球上44%的土地处于亟需保护的状态，通过划定保护区、推行合理土地使用政策等手段，方能守护生态根基。而《科学进展》于2023年发布的分析成果进一步指出，为达成全球生物多样性保护目标，契合COP15会议确立的昆明-蒙特利尔全球生物多样性框架，到2030年，至少30%的土地需要开展系统性的积极保护与生态修复行动，这无疑是扭转生态困局的关键之举。

### 营养物污染和其他形式的污染

#### 空气污染
空气污染正成为威胁生物多样性的重要因素。化石燃料与生物质的燃烧过程中，大量污染物被排放至大气；工业生产与农业活动也不断向环境释放二氧化硫、氮氧化物等有害物质。这些物质进入大气后，会与云滴、雨滴或雪花发生复杂的化学反应——二氧化硫、氮氧化物分别与水汽结合，生成硫酸和硝酸。随着水滴与酸性物质持续作用，形成湿沉积现象，最终导致酸雨的产生 。

#### 噪音污染
交通、船舶、车辆和飞机产生的噪音会影响野生动物物种的生存能力，并可能到达不受干扰的栖息地。噪音污染在海洋生态系统中很常见，至少影响了 55 种海洋物种。一项研究发现，随着海洋生态系统中地震噪声和海军声纳的增加，鲸类动物的多样性（包括鲸鱼和海豚）会减少。多项研究发现，在有地震噪音的地区发现的鱼类，如鳕鱼、黑线鳕、岩鱼、鲱鱼、沙海豹和蓝鳕等鱼类较少，捕获率下降了 40-80%。
噪音污染还改变了鸟类群落和多样性。噪音会降低繁殖成功率，减少筑巢区域，增加压力反应，并减少物种数量。噪音污染会改变猎物种种的分布和丰度，从而影响捕食者种群。

#### 化石燃料开采造成的污染
化石燃料开采及配套的石油天然气管道建设，因土地用途转变、栖息地丧失退化以及污染问题，正对众多生物群落的生物多样性造成严重冲击。以亚马逊西部为例，当地的化石燃料开采活动已显著破坏区域生态平衡，大量物种生存面临威胁。截至2018年的数据显示，诸多生物多样性富集的保护区，恰好处于未开发的化石燃料储量区，这些储量价值高达3至15万亿美元。这意味着，在未来，这些保护区很可能因资源开采活动，进一步受到生存与发展的双重威胁。

#### 过度开发
持续的过度开发会致使资源遭受不可逆破坏，根源在于其消耗速度远超自然补充能力。这一现象广泛存在于各类自然资源领域：地下含水层因过度抽取而水位下降、难以恢复；放牧牧场因超载放牧出现草地退化；森林因过度采伐造成生态失衡；野生药用植物因过度采挖濒临枯竭；鱼类种群和其他野生动物也因过度捕捞、捕猎而数量锐减，种群难以维系。

#### 过度捕捞
2019 年生物多样性和生态系统服务政府间科学政策平台的一份报告发现，过度捕捞是海洋物种大规模灭绝的主要驱动因素。自 1800 年代以来，过度捕捞已使鱼类和海洋哺乳动物的生物量减少了 60%。目前，它正在将超过三分之一的鲨鱼和鳐鱼推向灭绝。
许多商业鱼类被过度捕捞：2020 年粮农组织的一份报告将世界海洋渔业 34% 的鱼类种群归类为过度捕捞。到 2020 年，全球鱼类种群数量自 1970 年以来下降了 38%。
有许多监管措施来控制过度捕捞。这些限制包括捕鱼配额、袋子限制、许可、禁渔期、大小限制以及建立海洋保护区和其他海洋保护区。

#### 人类人口过剩和过度消费
截至2017年年中，全球人口已逼近76亿大关，据预测，到21世纪末，世界人口将达到100亿至120亿的峰值。在生态环境领域，诸多学者指出，人口规模的持续扩张、增长态势以及随之而来的过度消费行为，是导致生物多样性锐减与土壤退化的重要推手。2019年生物多样性和生态系统服务政府间科学政策平台（IPBES）报告等相关研究也强调，人口增长与过度消耗是物种数量下降的关键驱动因素。2022年的一项研究更是发出警示，若持续忽视人口规模及增长等生物多样性丧失的核心因素，生态保护工作恐将持续陷入困局。
不过，这一观点也面临争议。部分科学家对“人口增长是生物多样性丧失关键驱动因素”的论断提出质疑。他们认为，栖息地丧失才是核心问题，而这主要源于出口商品生产的扩张，尤其是大豆、油棕等作物，其大量产出多被用于满足高收入经济体的牲畜饲料需求或生物燃料消耗。这些科学家通过研究发现，受国家间财富差异影响，一国的总人口数量与人均生态足迹呈负相关，而国内生产总值（GDP）与碳足迹之间却存在显著的正相关关系。基于此，该研究指出，将人口作为衡量环境挑战的指标，不仅难以对环境保护工作提供有效帮助，甚至可能产生负面效应。

### 入侵物种
“侵入性”这一概念的界定往往缺乏清晰统一的标准，带有较强的主观性。例如，欧洲联盟将外来入侵物种定义为那些出现在其自然分布范围之外，并对生物多样性构成威胁的物种。当前，生物入侵已被公认为全球生物多样性锐减的五大主因之一。随着旅游业的蓬勃发展与全球化进程加速，生物入侵现象愈发频繁。尽管检疫措施的完善和压载水管理规则的实施，在一定程度上缓解了淡水系统受入侵的压力，但在监管薄弱的淡水生态环境中，入侵风险依然严峻。
入侵物种的危害不容小觑。它们可能通过激烈的资源竞争排挤本地物种、取代原有的生态位，甚至与本地近缘物种杂交，致使本土物种走向灭绝。这一系列影响会引发引入地生物群落结构、物种组成及全球分布格局的深刻改变，最终导致世界动植物种类趋于单一化，加剧生物多样性的丧失 。

### 气候变化
气候变化已然成为全球生物多样性的重大威胁之一。不过，相较之下，以农业扩张为代表的栖息地破坏，目前仍是导致生物多样性丧失更为关键的驱动因素。
2021年，生物多样性和生态系统服务政府间科学政策平台（IPBES）与政府间气候变化专门委员会（IPCC）的科学家联合发布报告指出，生物多样性丧失与气候变化紧密交织，二者对人类福祉的影响具有相似性，必须同步应对。然而在2022年，欧盟委员会副主席弗兰斯·蒂默曼斯（Frans Timmermans）提出，公众对生物多样性丧失所构成威胁的认知程度，明显低于对气候变化威胁的重视。
气候变化与入侵物种间的关系错综复杂，其相互作用难以简单衡量与评估。理论上，气候变化可能为部分入侵物种创造有利条件，却也会对另一些物种的生存繁衍形成制约。然而，目前学界鲜少能确切指明气候变化给入侵物种带来的具体影响。
近几十年来，森林生态系统中入侵物种肆虐及其他生态干扰现象日益频发。这些问题或直接源于气候变化，或通过间接路径与之相关联，持续威胁着森林生态系统的健康稳定，产生诸多不利影响。

### 灭绝风险
气候变化可能通过多种途径导致动植物物种的灭绝。每个物种都适应了特定的生态位环境，而气候变化引发的温度及天气模式改变。可能使气候条件超出该物种的适应范围，最终导致其消亡。通常情况下，物种可以通过微进化进行局部适应，或迁徙至更适宜的栖息地来应对环境变化。但当前气候变化的速率远超历史水平——以全球变暖的中期情景预测为例，冷血动物（包括两栖类、爬行类及所有无脊椎动物）到本世纪末可能难以在现栖息地50公里范围内找到气候适宜的新栖息地。这种急剧的环境变化极大限制了物种通过自然适应或迁徙存活的可能。
气候变化还加剧了极端天气事件的频率和强度，这些灾害可直接导致区域性物种的灭绝。

## 影响

### 关于生态系统
生物多样性锐减会严重损害生态系统功能，进而对人类产生深远影响。生态系统服务质量会因生物多样性的丧失而显著下降，无法再像以往那样高效地发挥作用。在农业领域，传粉昆虫数量减少，作物授粉受限，威胁粮食安全；在环境净化方面，植物和微生物群落的退化削弱了空气与水体的自净能力；生态系统分解废物的效率降低，影响物质循环。同时，生物多样性受损还导致林产品产量与质量下滑，原本适宜开展娱乐、旅游活动的区域生态环境恶化，这些变化都直接或间接地影响着人类的生产生活与生存质量  。
相较于物种组成的区域性改变，全球性物种永久性灭绝无疑是更为剧烈的生态剧变。然而不容忽视的是，即便生态系统仅出现细微偏离健康稳定状态的变化，也可能在食物网与食物链中引发“蝴蝶效应”。当某一物种数量下降时，与之紧密相连的其他物种往往会因生态关系断裂而随之消亡，即共同灭绝现象。这种连锁反应将不断扩散，若生态系统无法达成替代稳定状态，最终会致使生物多样性整体大幅缩减。
以草原生态系统的相关研究为例，科研人员通过纵向追踪草原植物的多样性演变发现，生物多样性丰富的生态系统在生产力层面，展现出对极端气候更强的抵御能力。

### 关于食品和农业
2019年，联合国粮食及农业组织（FAO）发布首份《世界粮食和农业生物多样性状况》报告。报告明确警示，粮食和农业领域的生物多样性，无论是在遗传、物种，还是生态系统层面，诸多关键构成要素都呈现出衰退态势。
报告进一步指出，诸多因素对粮食和农业生物多样性（BFA）造成负面影响，其中过度开发、过度捕捞、环境污染、外部投入滥用，以及土地和水资源管理方式的改变等，至少在一定程度上源于不合理的农业生产活动  。此外，农业生产模式向集约化转变，致使物种、品种及变种数量不断减少，这仍是粮食和农业生物多样性及生态系统服务流失的首要诱因。
为遏制因农业活动引发的生物多样性衰退，联合国粮食及农业组织倡导在作物种植、畜牧养殖、林业经营、渔业捕捞及水产养殖等各环节，广泛采用对生物多样性友好的管理模式与实践方法。

### 关于健康和药物
世界卫生组织深入剖析了生物多样性与人类健康之间的内在关联：生物多样性、人类健康及其对应的政策与活动，存在着多维度的紧密联系。一方面，生物多样性为人类健康带来诸多福祉，物种及基因型的丰富多样性，为人类提供了丰富的营养来源与药用资源。另一方面，生物多样性持续丧失的驱动因素及其产生的影响，潜藏着引发未来人畜共患疾病暴发的风险，如曾席卷全球的COVID-19大流行，便是极具警示意义的例证 。
药用和芳香植物在传统医学领域应用悠久，同时在化妆品与食品工业中也备受青睐 。据世界卫生组织2015年的估算，约有60,000种植物因具备药用、营养及芳香等特性而被人类开发利用。目前，药用植物贸易已在全球范围内形成规模。
生物多样性是制药领域创新发展的重要基石，市面上相当比例的药物，其来源或直接或间接与天然产物相关，而海洋生态系统更是蕴藏着丰富的药用天然产物资源 。不过，缺乏规范监管的生物勘探活动，肆意过度采集，极易造成资源过度开发，引发生态系统退化，加速生物多样性流失 。在传统医学范畴，无论是人工种植还是野外采集药用植物，对从业者和商人而言，采取可持续的药用资源管理模式，都是守护生态平衡、保障药用资源持续供应的关键之举 。

## 建议的解决方案
科学家们正积极探索协同应对生物多样性丧失与气候变化双重危机的有效策略。解决这两大难题的核心要点在于“在合适区域实施充分的自然保护措施”。2020年的一项研究成果显示，若要保护对生物多样性意义重大的区域，并实现气候稳定，除已受保护的15%陆地面积外，还需额外将35%的陆地纳入保护范围  。
除环境保护这一关键举措外，还需多管齐下加强生物多样性保护。需深入探究并解决土地利用变化背后的驱动因素，着力提升农业生产效率，同时降低对畜牧业产品的需求。而推动饮食结构调整，提高植物性食物在饮食中的占比，正是减少畜牧业需求的有效途径。

### 生物多样性公约
1992 - 1993年签署的多边条约《生物多样性公约》（CBD）为全球生物多样性保护提供了重要框架，众多国家依据该公约划定并保护了部分国土生态区域。2010年发布的《生物多样性公约2011 - 2020年战略计划》中，包含20项爱知生物多样性目标。其中，爱知目标11明确提出，截至2020年，需完成对17%的陆地及内陆水域、10%的沿海与海洋区域的保护工作。
2010年设定的20项爱知生物多样性目标，到2020年仅6项取得部分进展 。根据2020年《生物多样性公约》发布的报告，若不扭转当前局面，受“不可持续的生产消费模式、人口增长及技术发展”等因素影响，生物多样性仍将持续恶化 。报告还着重提及，过去十年间，澳大利亚、巴西、喀麦隆以及厄瓜多尔的加拉帕戈斯群岛，均出现动物灭绝现象 。
在此背景下，64个国家以及欧盟的领导人共同承诺，将采取行动遏制环境退化，推动自然生态系统的修复。然而，作为全球主要污染源的中国、印度、俄罗斯、巴西和美国等国领导人，并未签署该承诺 。部分专家指出，美国至今未批准《生物多样性公约》，这一举措正严重阻碍全球应对物种灭绝危机的整体进程 。
科学家指出，即便达成2020年设定的生物多样性目标，物种灭绝的速率也未必能得到显著遏制 。也有观点对此表示忧虑，认为《生物多样性公约》的现有举措力度不足，主张应将2050年实现零灭绝、削减不可持续粮食生产对自然环境一半影响，确立为新的核心目标。与此同时，这些目标缺乏法律强制约束力的问题，也招致广泛批评 。
2022年12月，在联合国生物多样性大会上，除美国和罗马教廷外 ，世界各国共同签署了《昆明-蒙特利尔全球生物多样性框架》。该框架提出标志性目标——到2030年实现全球30%陆地与海洋区域的保护（即“30 by 30”倡议），同时还制定了22项旨在减缓生物多样性丧失的具体目标。签署协议时，全球实际受保护的陆地和海洋面积仅分别占17%和10% 。协议中纳入了保护原住民权利的条款，并计划对现有补贴政策进行改革，使其更契合生物多样性保护需求。不过，相较于此前的爱知目标，该框架在防止物种灭绝的具体举措上有所弱化 。不少批评声音指出，这份协议在生物多样性保护方面的力度不足，且整个制定过程显得较为仓促 。

### 其他国际和国家行动
2019年，生物多样性和生态系统服务政府间科学政策平台（IPBES）发布的《生物多样性和生态系统服务全球评估报告》敲响警钟：受人类活动影响，多达100万种动植物物种正濒临灭绝 。作为一个国际组织，IPBES的职能与政府间气候变化专门委员会（IPCC）类似，但聚焦方向不同——IPBES着重关注生物多样性和生态系统服务，而非气候变化问题 。
在联合国可持续发展目标体系中，目标15“陆地生物”涵盖多项生物多样性保护内容。其中第五个具体目标明确提出，需“采取紧急且重大的行动，遏制自然栖息地退化，阻止生物多样性流失，并于2020年前保护受威胁物种，避免其灭绝” 。该目标以“红色名录指数”（Red List Index）作为关键衡量指标 。
值得注意的是，尽管世界遗产地面积不足地球总面积的1%，却记录了近四分之三的鸟类物种、三分之二的哺乳动物物种，以及超过半数的硬珊瑚物种。拥有世界遗产地的国家，可将其纳入本国生物多样性战略和行动计划，以强化保护效能 。